# Comuna Uhlea, Teceu
Uhlea (în ucraineană Угля) este o comună în raionul Teceu, regiunea Transcarpatia, Ucraina, formată din satele Bobove, Hrunîkî, Mala Uholka și Uhlea (reședința).

## Demografie
Componența lingvistică a comunei Uhlea
     Ucraineană (99,57%)
     Alte limbi (0,43%)
Conform recensământului din 2001, majoritatea populației comunei Uhlea era vorbitoare de ucraineană (99,57%), existând în minoritate și vorbitori de alte limbi.